# Театр Николая Зыкова

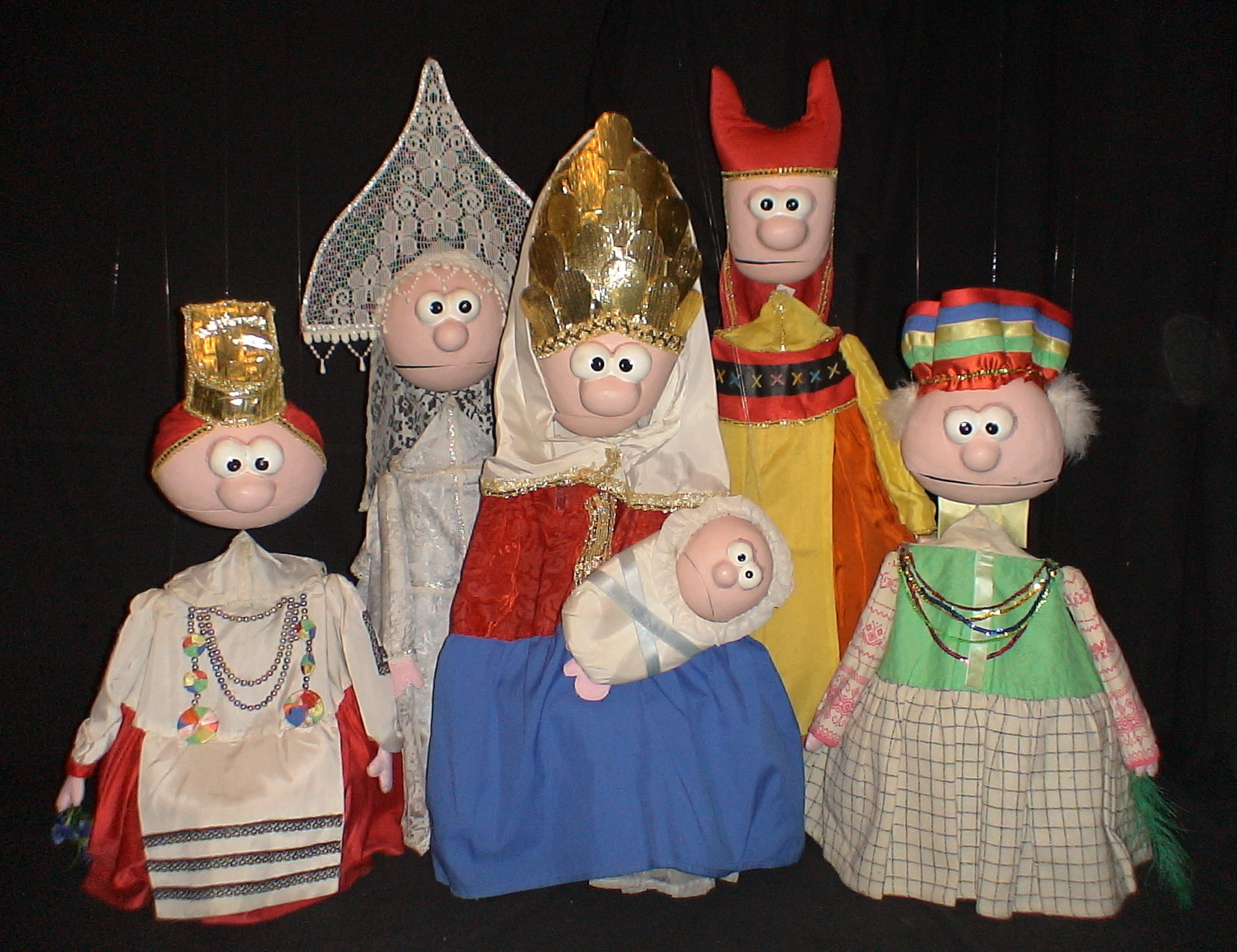
Представление «Волшебный мир марионеток» (1993), Театр Николая Зыкова

Театр Николая Зыкова — театр кукольных музыкальных миниатюр, созданный в Москве Николаем Зыковым — советским и российским актёром, режиссёром, художником, конструктором, мастером по изготовлению кукол.
Театр Николая Зыкова сохраняет и развивает кукольное искусство на основе древних традиций разных народов мира при помощи инновационных материалов и технологий. Все представления Театра Николая Зыкова не имеют языкового барьера, могут быть показаны на сценах любого размера, имеют минимальное время на подготовку и не имеют дополнительных расходов на перевоз багажа.
Театр Николая Зыкова никогда не имел собственной сцены. Единственным актёром, режиссёром, художником, конструктором, мастером по изготовлению кукол в театре является Николай Зыков.

## История создания

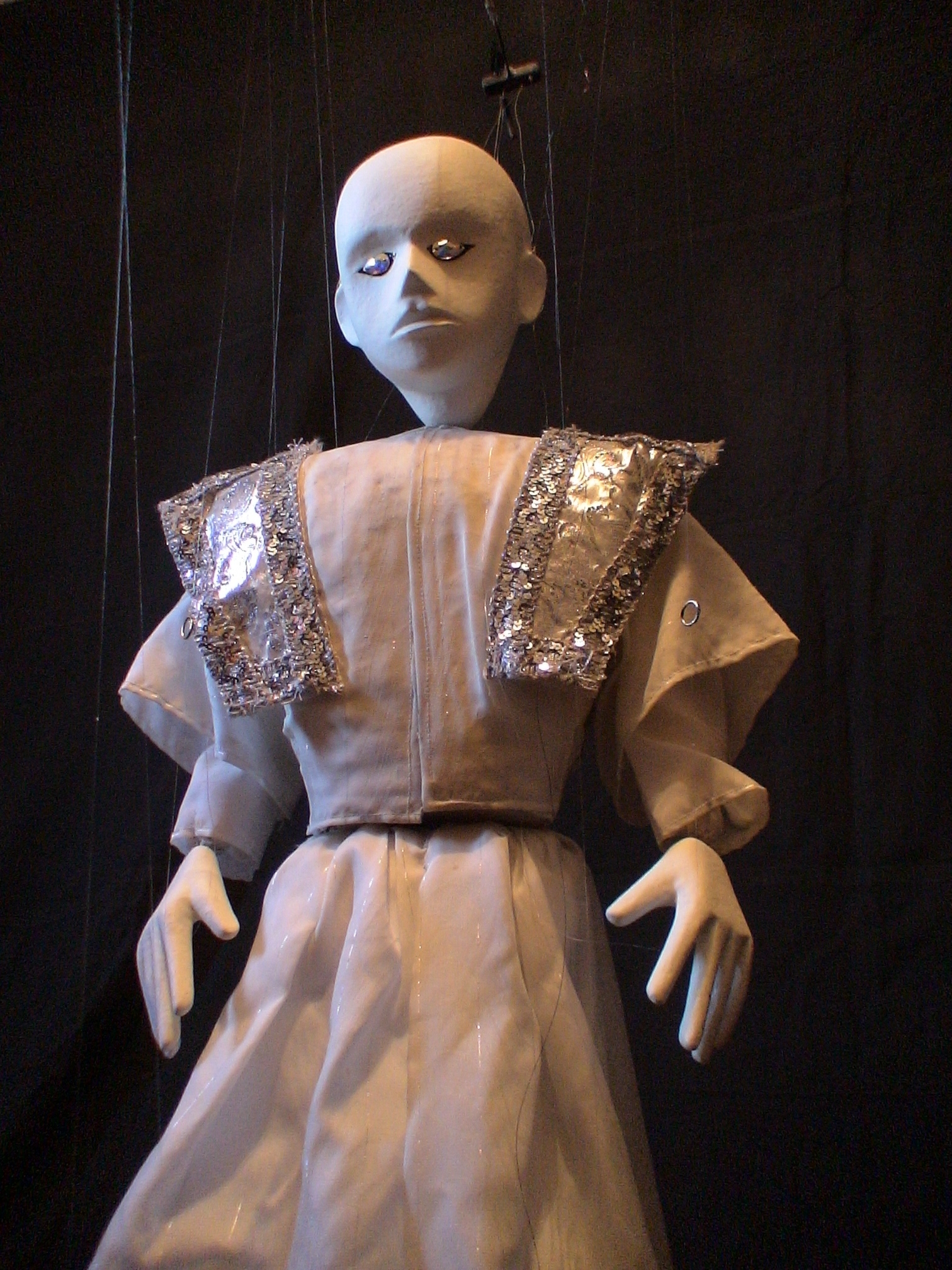
Кукольная музыкальная миниатюра «Второе рождение» (1989), Театр Николая Зыкова

В 5 лет родители отвели Зыкова на кукольное представление в Театр кукол им. С. В. Образцова. Под впечатлением от увиденного он создал свой домашний кукольный театр и показывал представления своим родителям и младшей сестре. В то время Николай не делал своих кукол сам, а присоединял нитки и проволоку к детским игрушкам.
C 1977 г. Зыков начал сам изготавливать настоящих театральных кукол и выступать с ними на сцене. В 1980 г. создал свою первую кукольную миниатюру. Его репертуар постоянно увеличивался, что давало возможность создать своё собственное кукольное представление. Премьера состоялась в 1985 году в концертном зале космодрома Байконур. В том же году в Москве состоялась премьера первого сольного представления Зыкова в двух отделениях и был создан Театр Николая Зыкова.

## Куклы
В представлениях театра используются более 200 уникальных перчаточных, тростевых кукол, экспериментальных марионеток, марионеток-трнсформеров, горизонтальных марионеток, радиоуправляемых кукол, экспериментальных гигантских кукольных конструкций.
Все куклы театра созданы Зыковым с использованием новых материалов и технологий, содержат уникальные конструкторские решения, имеют размеры до 8 метров и рассчитаны на зрительные залы до 1000—1200 мест.

## Представления

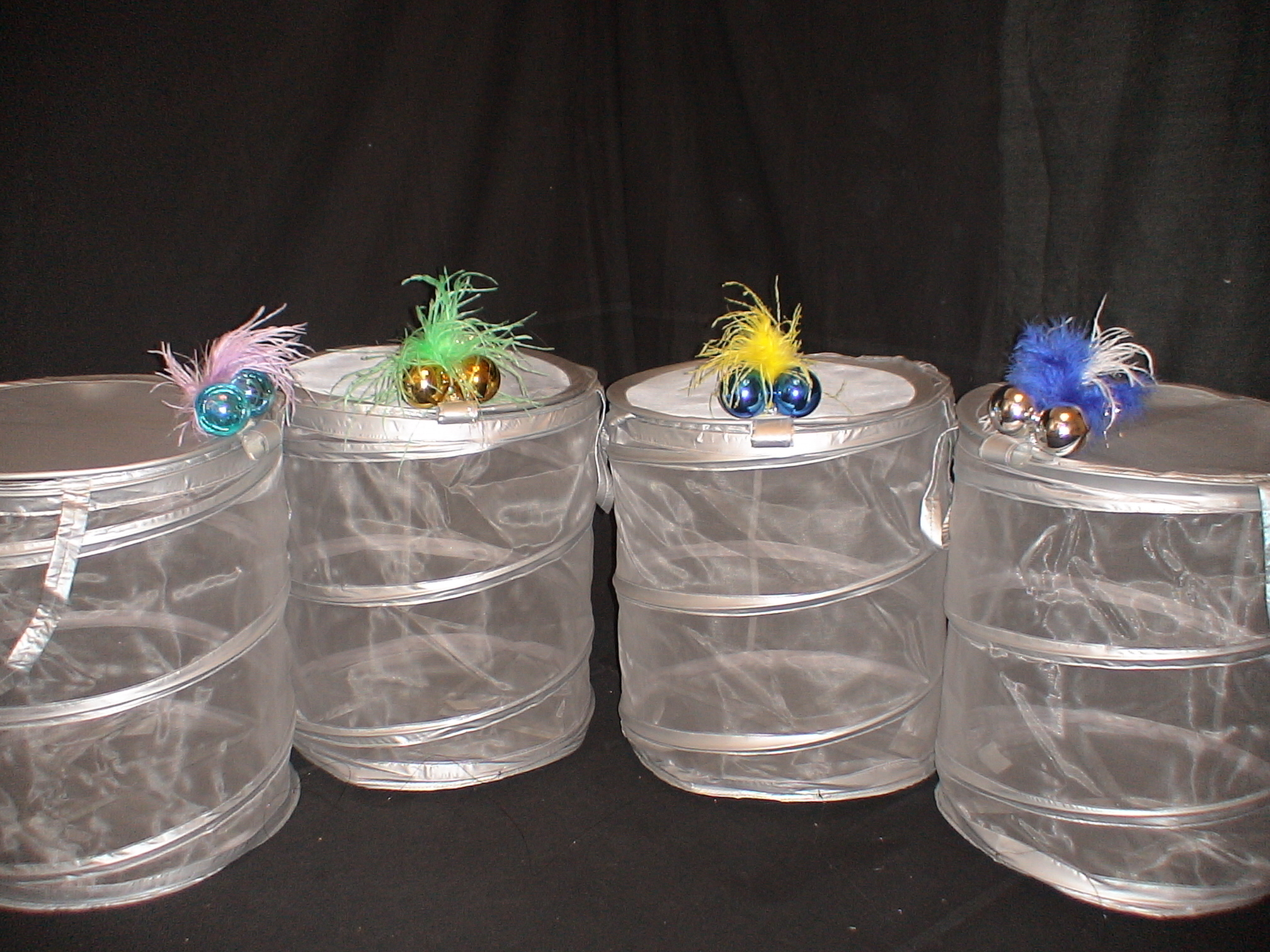
Представление «Куклы, XXI век» (2012), Театр Николая Зыкова

В постоянном репертуаре театра более 15 кукольных музыкальных представлений.
Премьеры представлений разных лет:
- «Николай Зыков показывает своих кукол» (1985)
- «Куклы для взрослых» (1987)
- «От первобытного человека до инопланетян» (1989)
- «Волшебный мир марионеток» (1993)
- «Метаморфозы» (1994)
- «Райская птица» (1996)
- «Динозавр и его компания (Dinosaur and his friends)» (1998)
- «Мои любимые куклы» (1998)
- «Кабаре метаморфоз» (2000)
- «Новогоднее кукольное представление» (2000)
- «Вам улыбаются звёзды» (2003)
- «Великан и другие» (2003)
- «Эксклюзив (Exclusive Marionettes)» (2006)
- «Мастерская чудес» (2007)
- «Русские куклы» (2010)
- «Радиоуправляемое кукольное шоу» (2011)
- «Куклы 21 века» (2012)
- «Шоу световых кукол» (2012)
- «Новая анимация» (2012)
- «Сокровища востока» (2013)
- «Кукольный зоопарк» (2014)
- «Поиски Динозавра» (2015)
- «Мне 50, а я играю в куклы» (2015)
- «Кукольный концерт на музыку Баха» (2014)
- «Куклы из чемодана (Moscow Marionettes)» (2017)
- «Шоу световых кукол на праздник Ханука» (2017)
- «Скелетозавр шоу» (2018)
- «Шоу световых кукол 2» (2021)
- «Космическое шоу световых кукол» (2021)
- «Новогоднее шоу световых кукол» (2022)

## Гастроли
Представления Николая Зыкова были показаны в более чем 40 странах мира:
| - Аргентина - Бразилия - Венесуэла - Мексика - США - Исландия - Эстония | - Латвия - Белоруссия - Украина - Польша - Германия - Бельгия - Великобритания | - Франция - Испания - Италия - Швейцария - Австрия - Чехия - Словакия | - Венгрия - Румыния - Россия - Болгария - Греция - Кипр - Турция | - Израиль - Египет - ЮАР - Маврикий - Сейшельские острова - Иран - Казахстан | - Узбекистан - Таджикистан - Афганистан - Пакистан - Индия - Шри-Ланка - Китай | - Сингапур - Тайвань - Южная Корея - Япония |

## Награды
- Диплом всемирного фестиваля и конгресса кукольников УНИМА в Будапеште (1996)
- Приз «Инновация в искусстве» Международного Фестиваля Искусств и Международного кукольного Фестиваля «Золотая Магнолия» в Шанхае (2010)[6]
- Приз Всемирного конгресса кукольников УНИМА (2012)
- Приз Азиатско-Тихоокеанской комиссии Всемирного Союза Кукольников УНИМА (2014)
- Приз Международного театрального фестиваля в Коломбо (2015)
- Приз «За выдающееся исполнительское мастерство» Международного фестиваля современного кукольного искусства в Бухаресте (2016)
- Приз «За выдающуюся креативность» Азиатско-Тихоокеанской комиссии Всемирного союза кукольников УНИМА (2017)
- Лавры «Аншлаг-шоу» Эдинбургского Фестиваля (2017)
- Приз Международного Фестиваля Искусств Великого Морского Шелкового Пути в Цюаньчжоу (2017)